# Lucianovenator

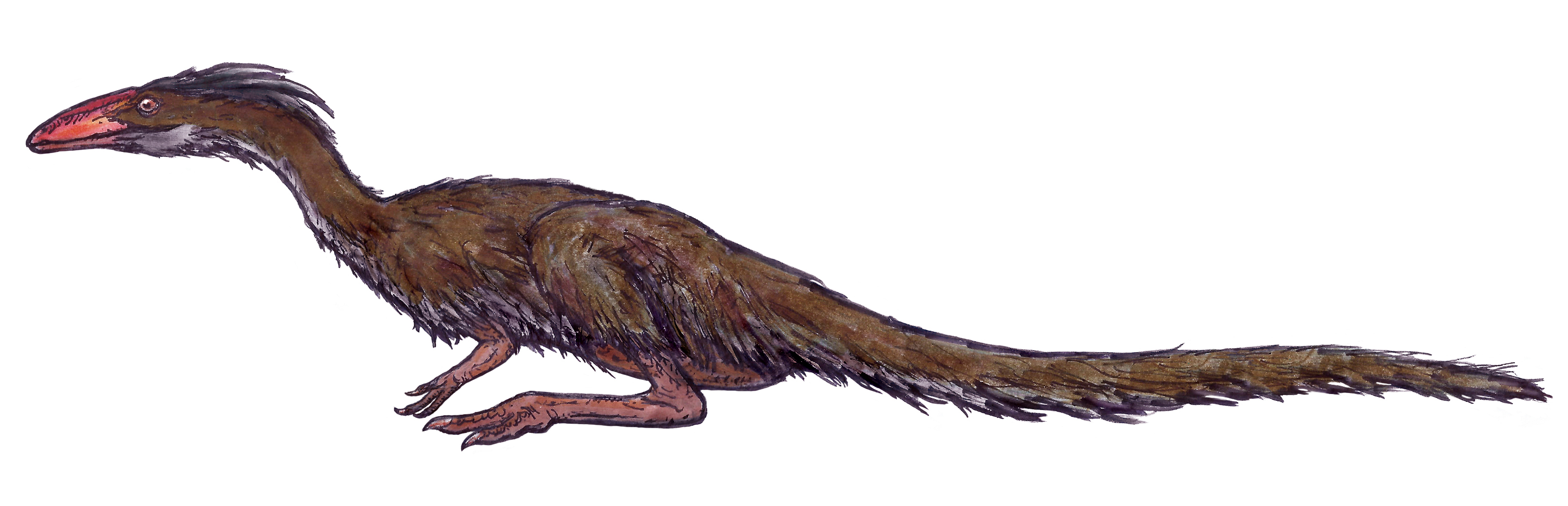
Lucianovenator bonoi

Lucianovenator bonoi is een basale vleesetende theropode dinosauriër, die tijdens het late Trias leefde in het gebied van het huidige Argentinië.

## Vondst en naamgeving
In 2017 werd de typesoort Lucianovenator bonoi benoemd en beschreven door Ricardo Nestor Martínez en Cecilia Apaldetti.  Het lag eerst in de bedoeling om het dier "Lucianosaurus" te noemen en een artikel met die naam was al elektronisch gepubliceerd, toen  bleek dat de naam bezet was door de archosauromorf Lucianosaurus wildi Hunt & Lucas 1994. Inderhaast werd het artikel teruggetrokken en binnen een maand vervangen door een verbeterde tekst. Venator betekent "jager" in het Latijn. De geslachtsnaam eert Luciano Leyes, een inwoner van Balde de Leyes die Martínez in 2001 opmerkzaam maakte op de fossielen bij zijn woonplaats, op de Quebrada del Puma-vindplaats, die al in de jaren tachtig door diens broer Benito waren gevonden. De broers gingen ervan uit dat het botten van koeien betrof. De soortaanduiding eert Tulio Abel del Bono, de rector van de Universidad Nacional de San Juan waarvan het Instituto y Museo de Ciencias Naturales het onderzoek uitvoerde. Opgravingen op de locatie vinden sinds 2014 plaats.
Het holotype, PVSJ 906, is gevonden in een laag van de Quebrada del Barro-formatie, uit het noordwesten van Argentinië, die dateert uit het Norien-Rhaetien, ruwweg tussen de 210 en 205 miljoen jaar oud. Het fossiel een reeks wervels van de derde halswervel tot en met de vierde ruggenwervel, een heiligbeen van vijf sacrale wervels vergroeid met de laatste ruggenwervel en eerste staartwervel, nekribben, ribben en het bekken. Drie exemplaren zijn aan de soort toegewezen. Het betreft de specimina PVSJ 899: een heiligbeen met eerste staartwervel en bekken; PVSJ 1013: en heiligbeen waarvan alleen de vijf centra nog over zijn; en PVSJ 1084: een heiligbeen met bekken. Verder is onder voorbehoud toegewezen, omdat het niet met het holotype overlapt, specimen PVSJ 1004: de bovenkant van een rechterscheenbeen.

## Beschrijving

Een lucianovenator van vier meter vergeleken met een mens

Lucianovenator heeft een geschatte lengte van 240 centimeter. Het gewicht is geschat op veertig kilogram. Volgens Gregory S. Paul echter is de lengte vier meter bij een gewicht van vijftig kilogram.
De beschrijvers wisten drie onderscheidende kenmerken vast te stellen. Eén daarvan is een autapomorfie, unieke afgeleide eigenschap. De richel die aan de achterste onderkant van het zijuitsteeksel naar het wervellichaam loopt heeft op de rand een van voor naar achteren gerichte groeve die zich van de derde tot en met negende halswervel geleidelijk verdiept.
Verder is er een unieke combinatie van twee op zich niet unieke kenmerken. De zijkant van de wervelboog van de halswervels toont drie diepe uithollingen, waarvan de voorste twee, de botwand niet doorborend, zich bevinden in de trog tussen tussen de richel die naar het voorste gewrichtsuitsteeksel loopt en de richel die van het zijuitsteeksel naar het wervellichaam loopt; de achterste uitholling ligt in de trog aan de voorkant van de richel die van het wervellichaam naar het achterste gewrichtsuitsteeksel loopt en doorboort de botwand tot in het holle binnenste. De lengte van de voorste nekribben is gelijk aan vijf wervels.
Er zijn tien halswervels. De lange nekribben moeten de voorste nek verstijfd hebben. De wervels tonen grote pleurocoelen, pneumatische openingen.

## Fylogenie
Lucianovenator is in de Coelophysidae geplaatst. Een cladistische analyse liet het taxon uitvallen in een polytomie of "kam" met Coelophysis rhodesiensis (= Megapnosaurus) en Camposaurus arizonensis. Het is de eerste coelophyside die uit Zuid-Amerika bekend is. Volgens de beschrijvers komt dat door toevallige vondstomstandigheden. Wel zou het zo zijn dat deze groep tijdens het Trias tot de Amerikaanse deelcontinenten van Pangea beperkt bleef en zich slechts gedurende het vroege Jura over de rest van de wereld verspreidde.